# Đường cầu
Trong kinh tế học, đường cầu (tiếng Anh: demand curve) là đường đồ thị biểu diễn sự thay đổi của lượng cầu (lượng hàng hóa mà khách hàng sẵn lòng và có thể mua) tương ứng với từng mức giá. Đường cầu được vẽ dựa trên biểu cầu (demand schedule) - bảng biểu thể hiện số lượng cầu ở từng mức giá. Đường cầu thị trường là tổng hợp các đường cầu cá nhân (được vẽ dựa trên biểu cầu thị trường - tổng hợp các biểu cầu cá nhân).
Đường cầu được sử dụng để dự đoán hành vi trong thị trường cạnh tranh hoàn hảo (thị trường mà ở đó không ai có khả năng đến giá thị trường) và thường được kết hợp với đường cung để xác định mức giá cân bằng (equilibrium price - hay còn gọi là giá thị trường), sản lượng cân bằng (equilibrium quantity - sản lượng mà ở đó lượng cung bằng lượng cầu, không xuất hiện sự dư thừa - surplus hay thiếu hụt - shortage) hay nói một cách khác chính là điểm cân bằng (giao điểm của đường cung với đường cầu). Ở thị trường độc quyền thì đường cầu đối với công ty độc quyền chính là đường cầu thị trường.

## Đặc tính
Theo như quy ước, đường cầu được thể hiện trên mặt phẳng có trục hoành là Q (quantity - lượng cầu) và trục tung là P (price - giá cả) theo hàm cầu có dạng: Q=aP + b (với a < 0).
Đường cầu là đường dốc xuống từ trái xuống (phải) thể hiện đúng quy luật cầu "Khi giá cả của một loại hàng hóa,dịch vụ hay tài nguyên tăng thì lượng cầu của nó giảm và ngược lại". Đường cầu có liên quan đến đường thỏa dụng biên bởi vì giá cả mà người tiêu dùng sẵn sàng trả là dựa trên độ tiện ích của hàng hóa đó mang lại. Tuy nhiên, cầu của một người phụ thuộc trực tiếp đến thu nhập cá nhân của người đó trong khi độ thỏa dụng thì không. Vì vậy đường cầu có thể thay đổi một cách không trực tiếp với sự thay đổi về cầu của các hàng hóa khác (thay thế, bổ sung).

## Đường cầu tuyến tính
Đường cầu thường được thể hiện là một đường thẳng dốc xuống dựa trên hàm cầu: Q=aP + b (Q là lượng cầu, P là giá cả và a-b là hai tham số với a < 0). Giá trị b thể hiện các nhân tố khác cũng ảnh hưởng đến đường cầu chứ không chỉ là giá. Ví dụ, nếu thu nhập tăng thì b sẽ thay đổi và làm đường cầu dịch chuyển. Hằng số a thể hiện độ dốc của đường cầu và giá cả của hàng hóa ảnh hướng đến lượng cầu như thế nào.
Hàm số cầu có thể chuyển từ hàm số theo biến P - Q(P) về hàm số theo biến Q - P(Q). Nếu như hàm số theo biến P là Q = aP + b thì hàm số theo biến Q chính là P = Q/a - b/a.
Một cách đơn giản hơn trong hàm số P = a - bQ; "a" chính là đoạn chắn trên trục Oy khi đường cầu tiệm cận trục này; "b" là độ dốc của đường cầu, Q là lượng cầu và P là giá.

## Sự dịch chuyển của đường cầu

Một ví dụ về sự dịch chuyển đường cầu, trong khi đường cung giữ nguyên đường cầu dịch chuyển từ D1 đến D2 làm tăng mức giá P ở trục Oy và tăng sản lượng Q ở trục Ox

Sự dịch chuyển đường cầu xảy ra với điều kiện các yếu tố khác không thay đổi, một sự thay đổi của một biến không nằm trên đồ thị cầu (khác với biến số giá) sẽ làm xuất hiện một đường cầu mới - xảy ra một sự dịch chuyển từ đường cầu cũ. Các biến số ngoài biến số giá là các yếu tố làm thay đổi cầu dẫu cho giá giữ nguyên - nói cách khác đó là các yếu tố làm người tiêu dùng mua ít hay nhiều hàng hóa lên dẫu cho giá hàng hóa là không đổi. Các biến số này bao gồm thu nhập (hàng hóa thông thường - normal goods và hàng hóa thứ cấp - inferior goods), giá cả của hàng hóa liên quan (hàng hóa thay thế - substitutes và hàng hóa bổ sung - complements), kỳ vọng, thị hiếu và số lượng người mua. Tuy nhiên cầu là mức độ sẵn lòng và có thể chi trả của người tiêu dùng trong một tình huống đang phổ biển ở thời điểm được tính vì vậy bất cứ yếu tố nào ảnh hưởng đến sự sẵn lòng hoặc khả năng mua bán hàng hóa của người tiêu dùng cũng được tính là một biến khác giá. Ví dụ thời tiết có thể ảnh hưởng đến cầu về bia trong một trận đấu bóng chày.

### Thu nhập
Nếu hàng hóa đó là một hàng hóa thông thường (normal goods) thì khi thu nhập tăng thì lượng cầu của hàng hóa thông thường tăng (ngược lại) và tuân theo quy luật đồng biến. Các hàng hóa này có thể là quần áo, sản phẩm công nghệ,...
Nếu hàng hóa đó là hàng hóa thứ cấp (substitutes) thì khi thu nhập tăng thì lượng cầu hàng hóa thứ cấp giảm (ngược lại) và tuân theo quy luật nghịch biến. Các hàng hóa này có thể là bữa ăn cơm bụi, mì gói,...

### Giá cả hàng hóa liên quan
Nếu hai loại hàng hóa đang xét là hàng hóa thay thế (complements) thì khi giá cả của một hàng này giảm sẽ làm giảm lượng cầu của hàng hóa còn lại (ngược lại). Ví dụ như kem và sữa chua là hai loại hàng hóa thay thế, giả sử chất lượng và độ ngon như nhau thì khi giá kem giảm sẽ làm mọi người chuyển sang dùng kem dẫn đến sự sụt giảm lượng cầu của sữa chua.
Nếu hai loại hàng hóa đang xét là hàng hóa bổ sung (supplements) thì khi giá của một hàng hóa này giảm sẽ làm tăng lượng cầu của hàng hóa kia (ngược lại). Ví dụ như kem và chocolate lỏng là hai loại hàng hóa hay được sử dụng chung thì khi giá kem giảm mọi người sẽ mua kem nhiều hơn và kèm với đó là chocolate lỏng dẫn đến sự tăng lượng cầu của chocolate lỏng.

### Thị hiếu
Yếu tố thị hiếu rõ ràng ảnh hưởng đến lượng cầu của hàng hóa. Nếu một người và gia đình họ thích ăn kem thì sẽ mua kem nhiều hơn. Các nhà kinh tế học không đi vào giải thích thị hiếu người tiêu dùng bởi vì lĩnh vực đó thuộc về văn hóa và tâm lý người tiêu dùng mà họ chỉ tập trung giải thích thị hiếu ảnh hưởng đến đường cầu như thế nào.

### Kỳ vọng
Kỳ vọng có thể ảnh hưởng đến sức mua và lượng cầu. Nếu một người kỳ vọng rằng lương mình tháng sau tăng lên thì họ sẽ chi tiêu nhiều hơn và ngược lại hoặc nếu mọi người kỳ vọng rằng sẽ có một đợt suy giảm kinh tế thì sức mua sẽ giảm rõ rệt.

### Số lượng người mua
Ngoài các yếu tố đã nêu thì số lượng người mua cũng tác động đến lượng cầu thị trường. Nếu như nhiều người tham gia mua hơn thì lượng cầu thị trường sẽ cao hơn ở mọi mức giá.

## Sự di chuyển dọc đường cầu
Sự di chuyển dọc đường cầu xảy ra khi biến số giá thay đổi làm thay đổi lượng cầu. Điều quan trọng ở đây là phải phân biệt được sự di chuyển dọc đường cầu (giá thay đổi) và sự dịch chuyển của đường cầu (các biến số khác giá thay đổi). Sự di chuyển dọc đường cầu xảy ra khi và chỉ khi giá thay đổi làm thay đổi lượng cầu. Sự dịch chuyển đường cầu xảy ra khi và chỉ khi các yếu tố khác giá thay đổi làm thay đổi lượng cầu. Các biến số khác giá là một phần của hàm số cầu, chúng gộp lại trở thành đoạn chắn trên đường cầu tuyến tính vì vậy bất kì sự thay đổi nào xảy ra ở các biến khác giá đều khiến đường cầu dịch chuyển dọc trục Ox.

## Đơn vị
Trục giá (trục Oy) có đơn vị theo tiền tệ (dolllar, vnd, nhân dân tệ,...) và trục lượng (trục Ox) có đơn vị theo khối lượng (tấn, kg, tạ,...).

## Độ co giãn của cầu theo giá
Độ co giãn của cầu theo giá (Price Elasticity of Demand) thể hiện mức độ phản ứng của lượng cầu hàng hóa trước một sự thay đổi về giá. Ví dụ PED = - 2 thì khi giá tăng 1% sẽ dấn đến việc lượng cầu giảm 2%. Độ co giãn của cầu theo giá có thể được tính theo hai cách. Cách truyền thống thì PED = % thay đổi về lượng cầu / % thay đổi về giá. Cách thứ hai là phương pháp trung điểm PED = (Q2-Q1)/(Q1+Q2)/2/(P2-P1)/(P2+P1)/2. Độ co giãn của cầu theo giá thường được lấy giá trị tuyệt đối dẫu có ra kết quả âm.
Nếu PED nằm trong khoảng từ 0 đến 1 thì đường cầu gần như không co giãn. Nếu PED = 1 thì đường cầu co giãn tương đối và nếu PED > 1 thì đường cầu co giãn mạnh. Khi PED = ∞ thì ta nói đường cầu co giãn hoàn toàn. Đường cầu co giãn ít thể hiện mức độ phản ứng của người tiêu dùng đối với một sự thay đổi về giá là chậm chạp, lượng cầu hầu như không đổi khi giá cả tăng hoặc giảm. Đường cầu co giãn nhiều thể hiện mức độ phản ứng của người tiêu dùng với một sự thay đổi về giá là nhanh, họ sẵn sàng bỏ dùng ngay sản phẩm nếu giá tăng quá cao. PED có thể khác biệt nhau tùy thuộc đó là thiết yếu phẩm hay xa xỉ phẩm, trong ngắn hạn hay dài hạn hoặc định nghĩa thị trường về loại sản phẩm đó.

## Thuế và trợ cấp
Thuế đánh lên sản phẩm không trực tiếp làm thay đổi đường cầu nếu như trục giá có bao gồm cả thuế trong giá hàng hóa và điều này cũng tương tự với tiền trợ cấp.
Nếu như trục giá chưa bao gồm thuế thì đường cầu sẽ dịch chuyển sang phải khi có tiền trợ cấp và dịch chuyển sang trái nếu xuất hiện thuế.